# 單色旗
單色旗指只有單純一種顏色的旗幟。

## 設計
單色旗較無過多的設計，頂多在形狀上會與其他旗幟不相同。

## 範例
| 利比亞國旗(1977年–2011年)  |
| 利比亞國旗 (1977年–2011年) |

| 葉門國旗(1918年–1923年)  |
| 葉門國旗 (1918年–1923年) |

| 法國國旗(1814年–1830年)  |
| 法國國旗 (1814年–1830年) |

| 阿富汗國旗(1880年–1901年)  |
| 阿富汗國旗 (1880年–1901年) |